# Bythiospeum francomontanum
Bythiospeum francomontanum е вид коремоного от семейство Hydrobiidae. Видът не е застрашен от изчезване.

## Разпространение
Разпространен е във Франция и Швейцария.